# Bathyphantes yukon
Bathyphantes yukon är en spindelart som beskrevs av Ivie 1969. Bathyphantes yukon ingår i släktet Bathyphantes och familjen täckvävarspindlar.
Artens utbredningsområde är Alaska. Inga underarter finns listade.